# 돌고기속
돌고기속(학명: Pungtungia)은 잉어과 모래무지아과에 속하는 어류 속의 하나로, 모식종은 돌고기(Pungtungia herzi)이다.

## 하위 종
총 3종이 기재되었다.
- 돌고기 (P. herzi)
- 일본돌고기 (P. hilgendorfi)
- Pungtungia shiraii